# جاسم الشیخ
جاسم الشیخ (عربی: جاسم الشيخ؛ زادهٔ ۱ فوریهٔ ۱۹۹۶) بازیکن فوتبال اهل بحرین است.
وی همچنین در تیم‌های ملی فوتبال زیر ۱۶ سال بحرین و زیر ۲۳ سال بحرین و بحرین بازی کرده‌است.